# Shvedenuten
Der Shvedenuten (auch Švedenuten, norwegisch, russisch Скалы Шведе Skaly Schwede, deutsch ‚Schwedenfelsen‘) ist ein Berg im ostantarktischen Königin-Maud-Land. Er ragt als Nebengipfel des Snøskalkhausen im westlichen Teil der Weyprechtberge in der Hoelfjella auf. 
Russische Wissenschaftler benannten ihn. Wissenschaftler des Norwegischen Polarinstituts übertrugen die Benennung 1991 ins Norwegische.